# 500 lire "Collegio del Mondo Unito dell'Adriatico"

## Storia
Nel 1985, con la L. 236/85, si è concesso un contributo di tre miliardi di lire al Collegio del Mondo Unito dell'Adriatico, ricavati dalla coniazione di monete da 500 lire in argento commemorative. 

## Dati tecnici
Al dritto al centro si trova lo stemma della Regione Friuli-Venezia Giulia attorniato da monumenti-simbolo della regione: la loggia del Lionello di Udine, il palazzo comunale di Pordenone, la cattedrale di San Giusto di Trieste e il castello di Gorizia, in giro è posta la dicitura "REPVBBLICA ITALIANA"; la firma dell'autore  Eugenio Driutti è posta sotto la raffigurazione della loggia; in basso sta una stella.
Al rovescio al centro si trova l'emblema del Collegio del Mondo Unito, sopra è riprodotto il castello di Duino, sotto di essi si trovano la data, delle onde stilizzate, l'indicazione del valore, il segno di zecca R, in giro è scritto "COLLEGIO DEL MONDO UNITO DELL'ADRIATICO-DUINO"
Nel contorno: "PACIS DISCERE MORES" in rilievo.
Il diametro è di 29 mm, il peso di 11 g e il titolo è di 835/1000.
La tiratura è di 126.211 esemplari.
La moneta è presentata in cofanetto nella sola versione fior di conio.